# Theodora Bauer

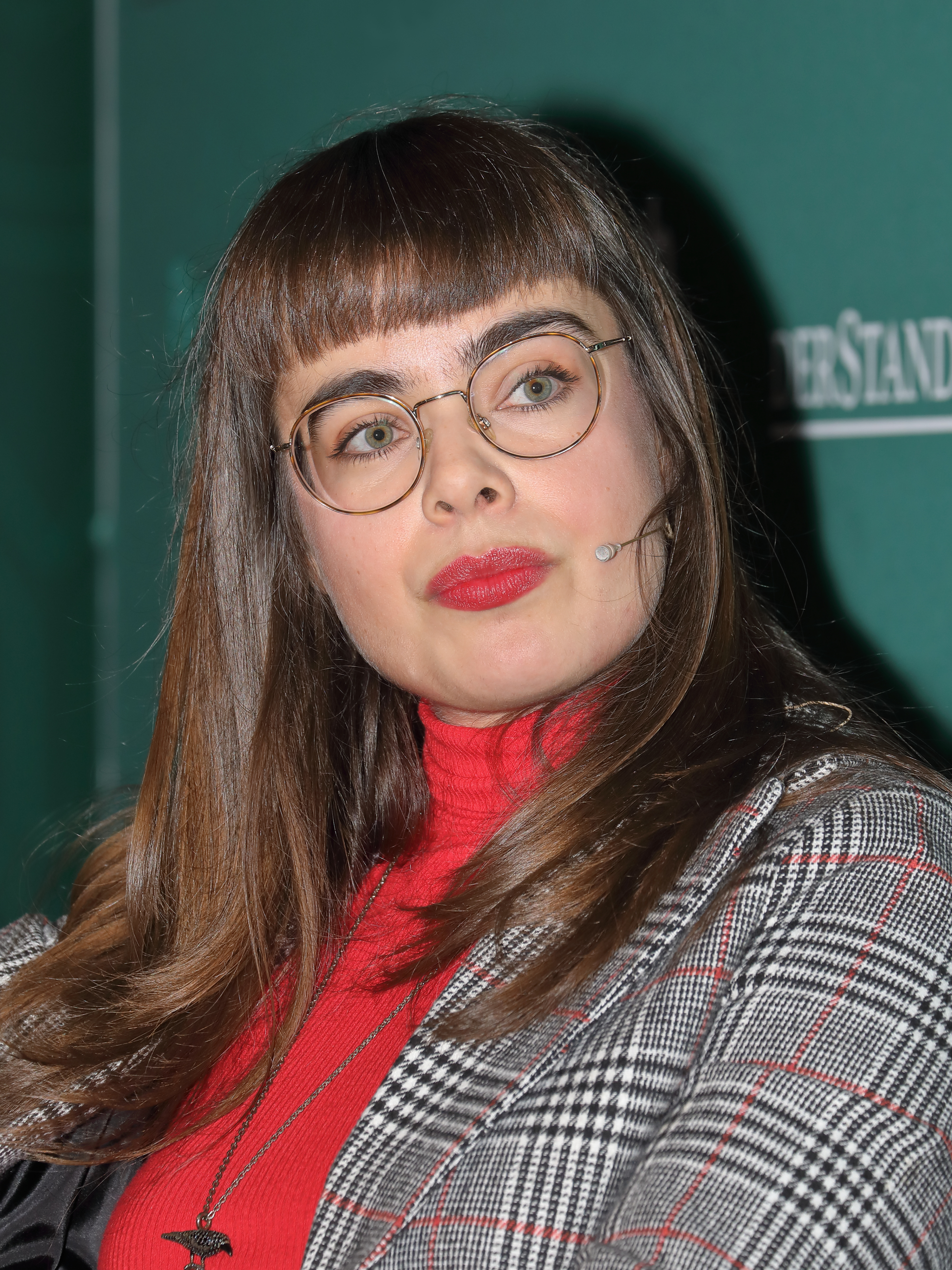
Theodora Bauer (2024)

Theodora Bauer (* 14. Juli 1990 in Wien) ist eine österreichische Autorin.

## Leben
Theodora Bauer maturierte 2008 am Gymnasium Kurzwiese in Eisenstadt. Anschließend begann sie ein Studium der Publizistik- und Kommunikationswissenschaft und ein Jahr später ein Studium der Philosophie an der Universität Wien, wo sie 2013 einen Bachelor in Publizistik- und Kommunikationswissenschaft und 2015 einen Bachelor in Philosophie erwarb. 2016 nahm sie am 20. Klagenfurter Literaturkurs im Rahmen des Ingeborg-Bachmann-Preises mit dem Manuskript zu ihrem zweiten Roman Chikago teil.
Ihr Romandebüt Das Fell der Tante Meri schaffte es im März 2014 auf der ORF-Bestenliste unter die besten zehn und war einer von zehn Titeln auf der Shortlist des Literaturpreises Alpha. Im Essay Così fanno i filosofi setzte sie sich 2016 mit den beiden Mozart-Opern Così fan tutte und Don Giovanni auseinander. 2017 erschien mit Chikago – nach der gleichnamigen Siedlung in Kittsee, die an burgenländische Auswanderer der 1920er-Jahre erinnert – ihr zweiter Roman.
Beim Schultz & Schirm Bühnenverlag veröffentlichte sie 2016 das Theaterstück papier.waren.pospischil. Der Text gewann im September 2017 den vom Salzburger Landestheater ausgerufenen Dramenwettbewerb für neue Komödien und wurde im März 2019 in den Kammerspielen des Landestheaters mit Britta Bayer als Hannelore Pospischil, Nikola Rudle als deren Angestellte Melli und Walter Sachers als Polizist Heinrich uraufgeführt.
Weitere Texte wurden unter anderem in den Literaturzeitschriften kolik, & Radieschen, Podium und manuskripte veröffentlicht. Am Literaturhaus Mattersburg leitet sie eine Schreibwerkstatt für Jugendliche. Im August 2018 feierte sie mit ihrem Kriminaldrama Am Vorabend am Reichenauer Thalhof Premiere.
Seit 6. September 2018 moderiert sie, zunächst abwechselnd mit dem im Jänner 2024 verstorbenen Schriftsteller Alfred Komarek, die Sendung literaTOUR auf ServusTV. 2022 wurde eine Bühnenfassung ihres Romans Chikago in den Kasematten Wiener Neustadt unter der Regie von Anna Maria Krassnigg gezeigt. Im Februar 2024 wurde das Auftragswerk Kleine Geister zum Thema Korruption am Schauspielhaus Salzburg uraufgeführt. Mitte 2024 erschien ihr dritter Roman Glühen.

## Werke (Auswahl)
- 2014: Letzte Stunden, aus dem Erzählband Mordserfolg, Picus-Verlag, Wien 2014, ISBN 978-3-7117-5226-0
- 2014: Das Fell der Tante Meri, Roman, Picus-Verlag, Wien 2014, ISBN 978-3-7117-2011-5
- 2015: Hinter dem Gesetz: 12 Texte junger österreichischer AutorInnen zu Kafka, Recht und Ordnung, Herausgeber Nadine Kegele und Manfred Müller, Luftschacht Verlag, Wien 2015, ISBN 978-3-902844-90-3
- 2016: Die Törichten: Eine Jugendgeschichte, Edition Taschenspiel, Wien 2016, ISBN 978-3-903088-03-0
- 2016: Così fanno i filosofi: ein philosophischer Versuch zu Mozarts Opern, der Blindheit der Philosophen, dem Reden über Kunst, der Vergesslichkeit der Geschichte, der Beschaffenheit des Menschen und der Lage der Welt ganz allgemein, Limbus Verlag, Innsbruck 2016, ISBN 978-3-99039-090-0
- 2017: Chikago, Roman, Picus-Verlag, Wien 2017, ISBN 978-3-7117-2052-8
- 2024: Kleine Geister, Auftragswerk des Schauspielhauses Salzburg[21]
- 2024: Glühen, Roman, Rowohlt Berlin, Berlin 2024, ISBN 978-3-7371-0202-5

## Auszeichnungen (Auswahl)
- 2010: BEWAG-Literaturpreis – Sonderpreis[23]
- 2014: manuskripte-Förderpreis der Stadt Graz[2]
- 2014: Wortspiele – Publikumspreis des Literaturfestivals in Wien[2]
- 2014: Literaturpreis Alpha – Nominierung für Das Fell der Tante Meri (Shortlist)
- 2017: Gewinnerin des Dramenwettbewerbs für neue Komödien des Salzburger Landestheaters mit papier.waren.pospischil[11]
- 2018: Anerkennungspreis der Burgenlandstiftung – Theodor Kery[24][25]
- 2018: Literaturpreis Alpha – Nominierung für Chikago (Finalistin)[26]
- 2018: Burgenländischer Buchpreis – 2. Platz für Chikago[27]
- 2019: Förderungspreis der Stadt Wien für Literatur[28][29]
- 2022: Rotahorn-Literaturpreis (Hauptpreis)[30]